# Bataille de Breitenfeld (1631)
Pour les articles homonymes, voir Bataille de Breitenfeld.
Guerre de Trente Ans
Batailles
La première bataille de Breitenfeld a opposé Gustave II Adolphe de Suède et ses alliés saxons à la Ligue catholique du Saint-Empire le 17 septembre 1631 (le 7 selon le calendrier julien alors largement utilisé) à proximité de Leipzig. C'est la première victoire majeure des protestants lors de la guerre de Trente Ans, elle incita les États protestants à s'unir. Pour la première fois, la mobilité et la puissance de feu (utilisation des cartouches et pratique du feu de salve) l'ont emporté sur le nombre et la force des piques.

## Contexte

### Entrée de la Suède dans la guerre
La Suède, État protestant et puissance montante en Europe, intervient dans la guerre de Trente Ans après les échecs bohémiens et danois. Gustave II Adolphe débarque à Peenemünde avec 13 000 hommes en 1630. Au début, les troupes suédoises ne disputent que des batailles mineures et sont peu considérées.
Le sac de Magdebourg permet à Gustave Adolphe à l'aide de nombreux pamphlets de tourner à sa cause les princes protestants du Saint-Empire, qui renforcent son armée. Il arrive ainsi à la frontière saxonne avec 23 000 hommes.

### Saxe
Gustave Adolphe se trouve au nord, son adversaire le général Tilly, commandant les armées catholiques et revenant de la guerre de Succession de Mantoue au nord de l'Italie, est positionné au sud du Saint-Empire. L'Électorat de Saxe les sépare. Celui-ci est jusque-là peu touché par la guerre, et dispose de ressources qui seraient utiles aux deux armées.
Tilly demande à l'Électeur Jean-Georges Ier de Saxe le passage de ses armées. Ce dernier refuse, ne souhaitant pas que son pays soit ravagé par la guerre. Tilly envahit alors la Saxe à la fin août 1631, espérant empêcher l'alliance de la Saxe avec la Suède. Il espérait éviter le contact avec les troupes protestantes, et recevoir des renforts venus de Hesse.
En réaction, Gustave Adolphe et Jean-Georges unissent leurs forces et préparent l'affrontement près de Leipzig.

## Déploiement

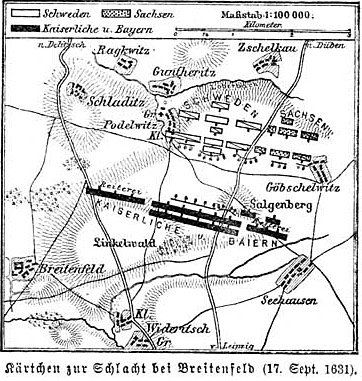
Les positions avant la bataille.

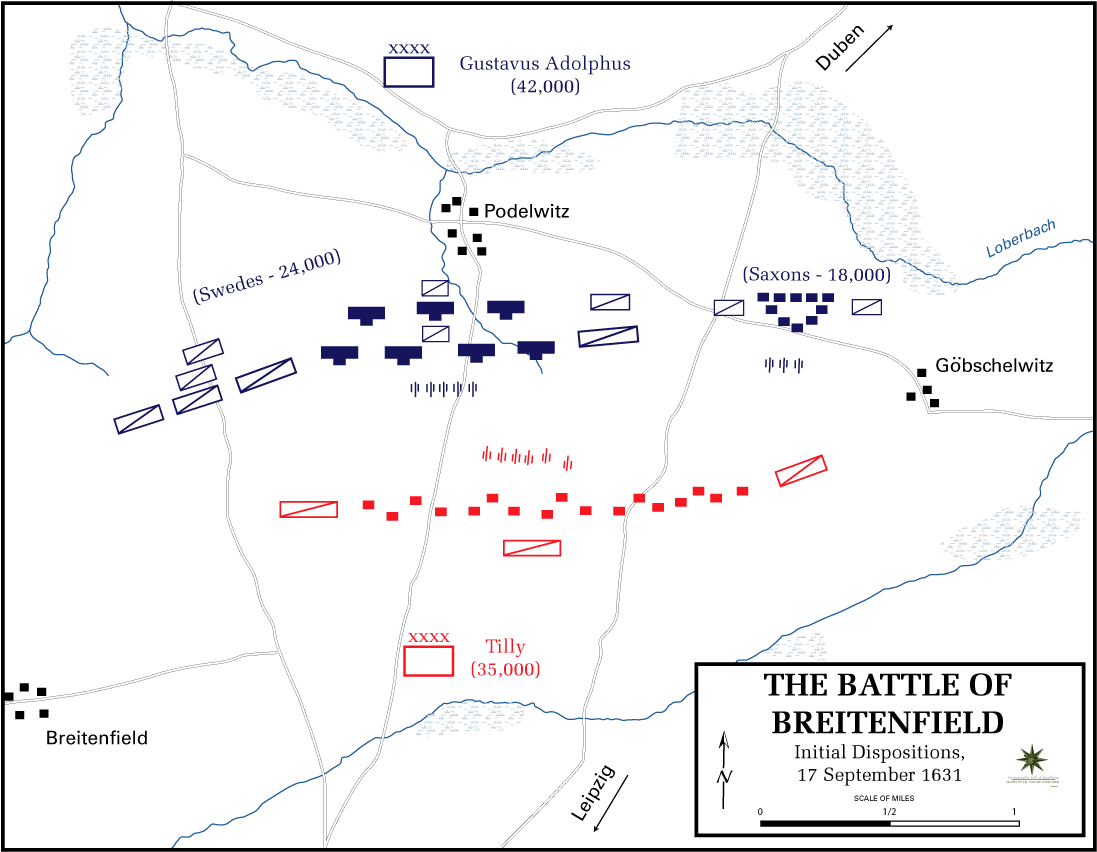
Positions initiales : les forces protestantes sont en bleu, les forces catholiques en rouge.

Les armées se font face à quelques kilomètres au nord-ouest de Leipzig, entre les villages de Göbschelwitz (de), actuellement dépendant du district de Leipzig-Seehausen, Breitenfeld et Podelwitz (de), actuellement dépendant de la commune de Rackwitz, les troupes protestantes au nord, catholiques au sud.
Les troupes impériales étaient organisées en carré ou tercios de 1 500  à   2 000 hommes, fait de cinquante hommes de large et trente hommes de profondeur. Le centre du tercio était constitué de soldats portant de grandes lances avec en périphérie des arquebusiers. L'armée de Tilly comprenait dix-sept tercios organisés en trois blocs, le bloc central étant légèrement en avant. La cavalerie était de chaque côté de l'armée. Les seules réserves de Tilly étaient de la cavalerie en arrière de l'infanterie. Le comte de Pappenheim commandait le flanc gauche et Fürstenburg le flanc droit.
Gustave Adolphe plaça son armée par brigades en deux longues lignes de cinq lanciers de profondeur et de six arquebusiers de profondeur. L'artillerie était dispersée, et la cavalerie placée aux flancs.

## Bataille

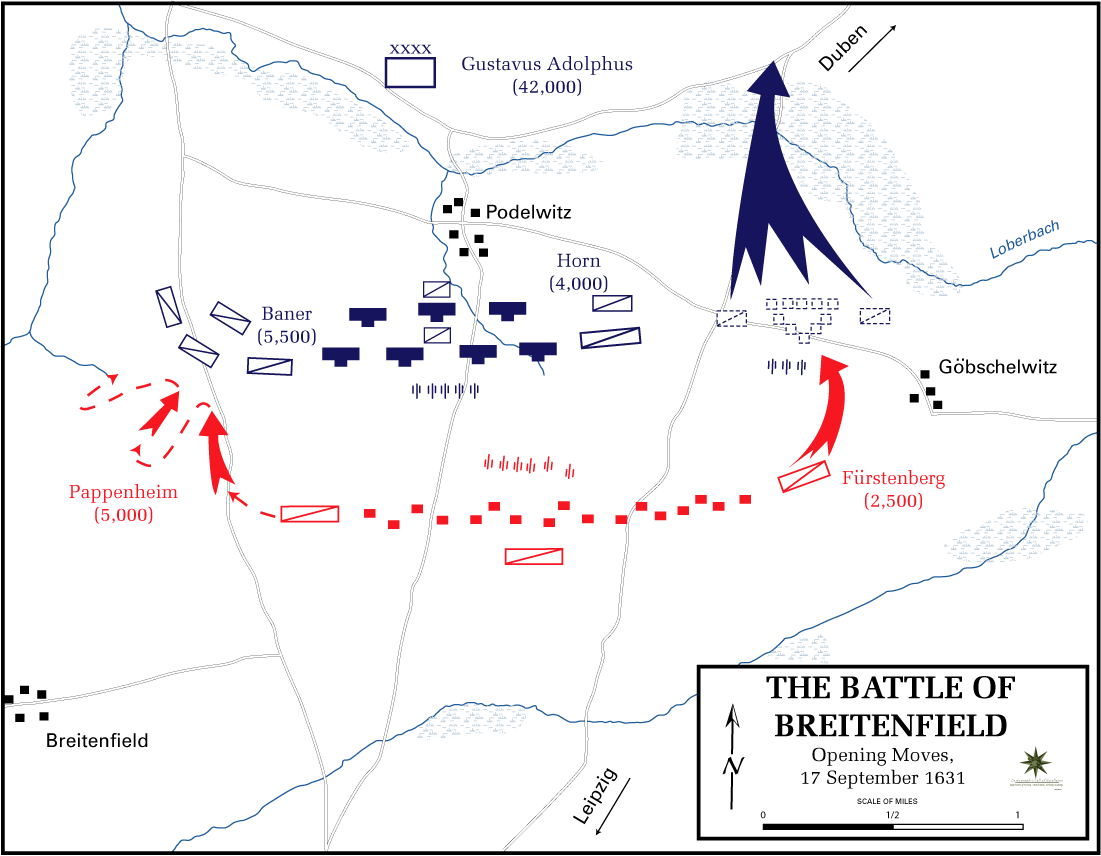
Les mouvements initiaux sur les flancs.
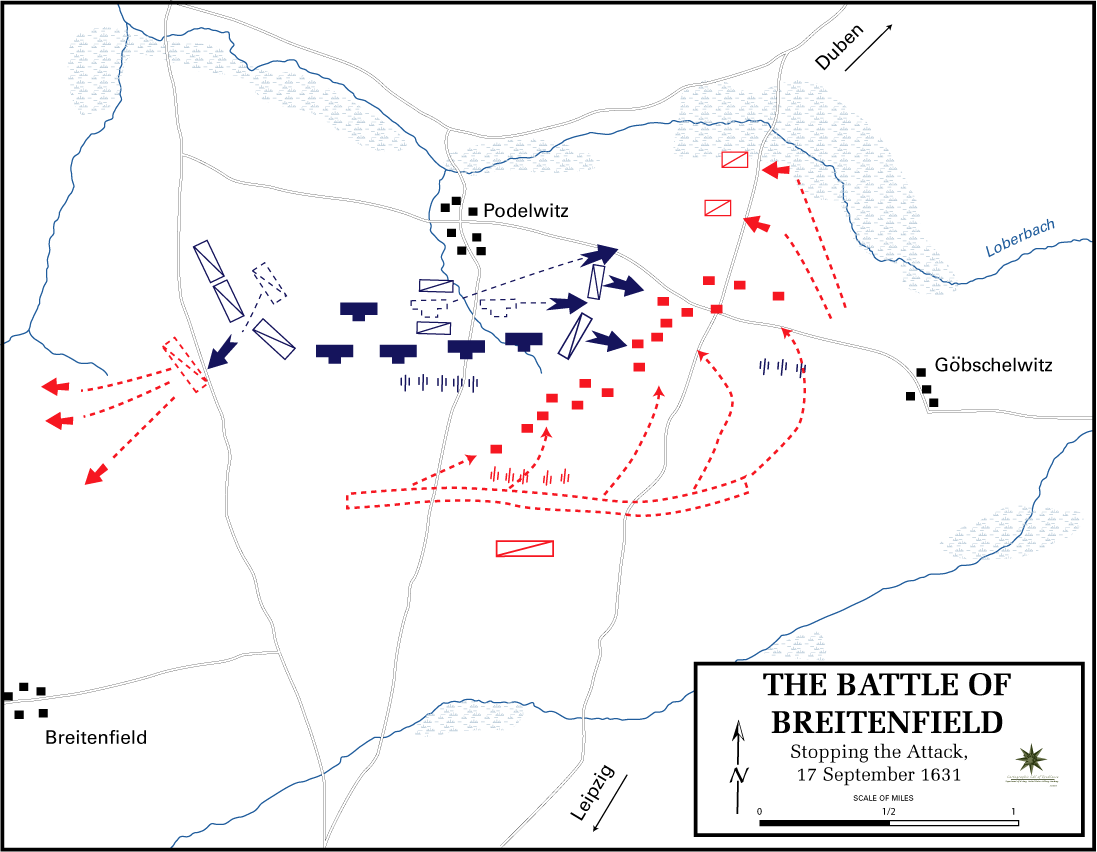
Tentative impériale d'enveloppement sur la droite.
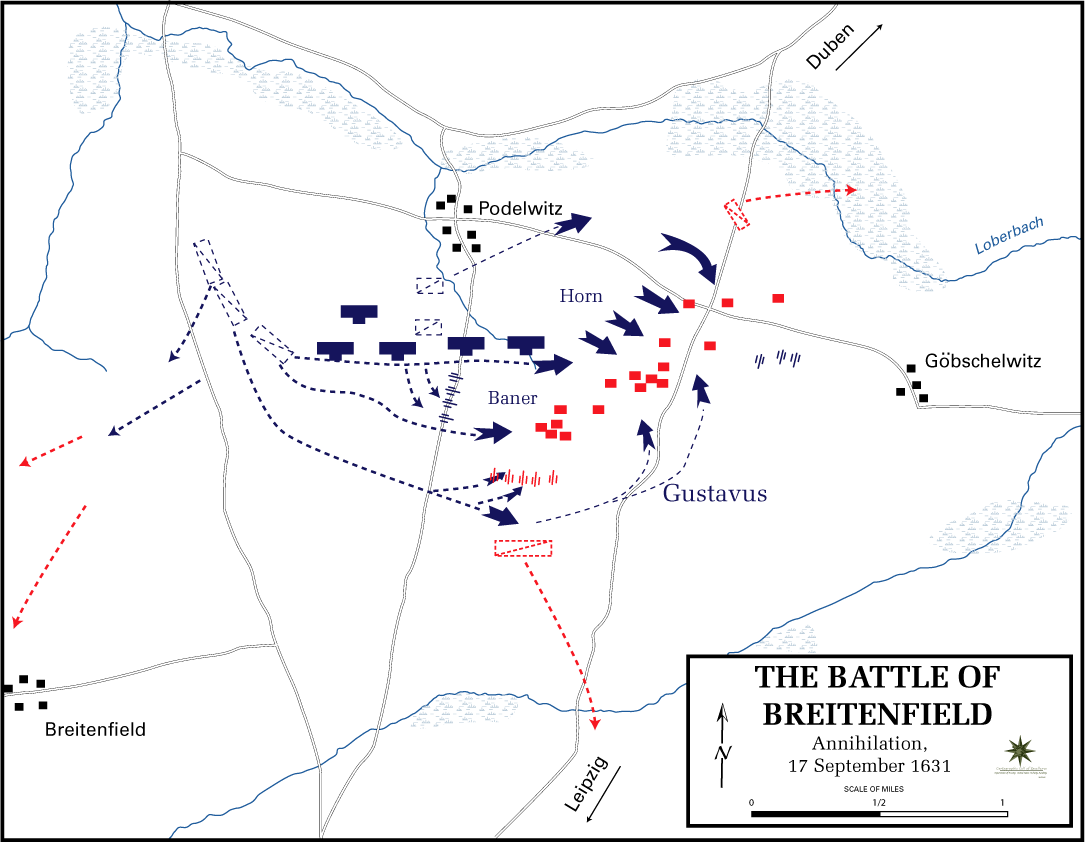
Conclusion de la bataille et victoire suédoise.

La bataille commence à la mi-journée, par deux heures d'échange d'artillerie où les canons suédois montrent leur puissance de feu en tirant trois à cinq salves pour une salve impériale. Chaque colonel disposait en effet de quatre canons de bronze de trois livres, légers et à tir rapide, issus des usines métallurgiques suédoises.
Lorsque les échanges de tirs cessent, le comte de Pappenheim mena une charge de cavalerie sur le flanc gauche sans attendre les ordres : il espère ainsi déborder les Suédois sur leur droite. En face, se trouve Johan Banér et les réserves suédoises. Sept charges de cavalerie légère avec des pistolets furent repoussées par des salves tirées à courte portée. Après l'échec de la septième charge, Banér décide de charger Pappenheim avec sa cavalerie originaire de Finlande, de Småland, d'Östergötland, et de Västergötland. Les troupes de Pappenheim se débandent et fuient le champ de bataille.
L'infanterie restait stationnaire pendant que sur le flanc droit la cavalerie impériale charge et met en déroute la cavalerie de l'Électeur de Saxe. Les forces saxonnes fuient et pillent le camp suédois. Le flanc gauche des Suédois est alors vulnérable. Ce que voyant, Tilly ordonna à l'infanterie d'avancer en ordre oblique, afin de déborder les troupes suédoises sur leur gauche. Tilly était sur le point d'ordonner l'attaque sur le flanc des troupes protestantes restantes, mais Gustave-Adolphe réorganisa sa seconde ligne, sous les ordres de Gustaf Horn ce qui empêcha Tilly de mettre en œuvre son mouvement d’enveloppement.
La cavalerie de Banér, commandée directement par Gustave Adolphe, attaque ensuite sur le flanc gauche des troupes catholiques, et parvient à s'emparer de leurs canons, qui sont ensuite tournés vers l'infanterie impériale. La combinaison de ces canons avec l'artillerie suédoise de Lennart Torstenson, en feux croisés, met en difficulté les tercios catholiques, qui s'enfuient peu avant la tombée de la nuit.

Bataille de Breitenfeld.

## Conséquences
On dénombre 7 000 morts et 6 000 prisonniers dans le camp catholique, et 3 000 soldats supplémentaires se rendent le lendemain à Leipzig. Du côté protestant, les Suédois déplorent 2 100 morts et les Saxons 3 000.
Les forces catholiques et impériales sont considérablement affaiblies, et ne disposent plus que de 7 000 hommes. Gustave Adolphe prend la ville de Halle-sur-Saale quelques jours après la bataille. Les États protestants rejoignent la Suède dans la guerre : Brunswick-Lunebourg, les landgraviats de Hesse (Hesse-Cassel et Hesse-Darmstadt), le Brandebourg et la Saxe font partie du camp anti-impérial avant la fin du mois de septembre. La force nouvelle des protestants, malgré la mort de Gustave Adolphe l'année suivante à la bataille de Lützen, renverse l'équilibre de la Guerre de Trente Ans.
L'état de santé et l'âge de Tilly (il meurt 6 mois plus tard à 72 ans) ne laissent pas d'autre choix à l'Empereur Ferdinand de Styrie que de se reposer sur Albrecht von Wallenstein.

## Postérité

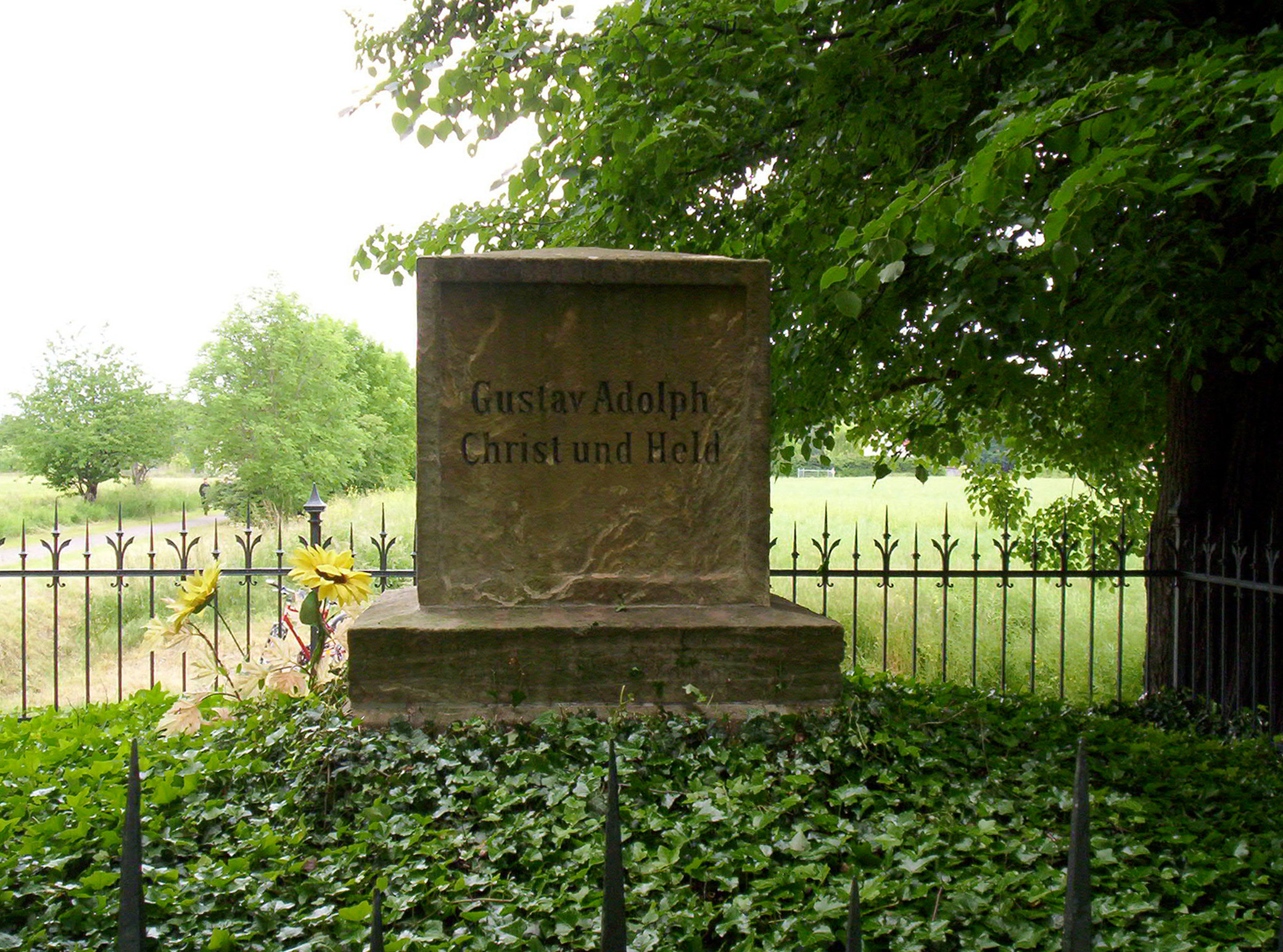
Monument commémoratif.

Le champ de bataille historique est traversé par la Bundesautobahn 14, au niveau de son intersection avec la Bundesstraße 2.
Un monument est érigé en 1831 pour le bicentenaire de la bataille. Il y est gravé « Glaubensfreiheit für die Welt, rettete bei Breitenfeld – Gustav Adolf, Christ und Held. Am 7. September 1631.», soit « Liberté de religion pour le monde, sauvée à Breitenfeld - Gustave Adolphe, chrétien et héros. Le 7 septembre 1631 ».

## Culture populaire
Le groupe de power metal Sabaton fait allusion à cette bataille dans sa chanson Gott mit Uns.